# Cyclops neymanae
Cyclops neymanae – gatunek widłonoga z rodziny Cyclopidae. Nazwa naukowa gatunku została po raz pierwszy opublikowana w 1990 roku przez rosyjską zoolog Emmę Antonowną Strelecką.